# Gaurax fulviceps
Gaurax fulviceps är en tvåvingeart som först beskrevs av de Meijere 1913.  Gaurax fulviceps ingår i släktet Gaurax och familjen fritflugor. Inga underarter finns listade i Catalogue of Life.